# Weltkulturgipfel
Der Weltkulturgipfel (World Culture Forum) ist eine Serie von Veranstaltungen zum Thema Weltkultur. Sie steht in Abgrenzung zum Weltwirtschaftsforum, das sich mit der Entwicklung der Weltwirtschaft befasst. Die Idee des Weltkulturgipfels und die Gründungsteilnehmer gehen zurück auf das Forum Tiberius.

## Ziel
Unter Bezugnahme auf den Tagungsort des Weltwirtschaftsforums soll mit der Veranstaltung ein „Davos der Kultur“ etabliert werden. Ziel des Gipfels ist es, „angesichts der Klimakatastrophe und der Dominanz der Ökonomie einen gesamtgesellschaftlichen Dialog zu initiieren, der die Bedeutung von Kultur und Wissenschaft stärker ins öffentliche Bewusstsein bringen soll“. Die Gründungsmitglieder Johannes Heinrichs und Kurt Biedenkopf hatten dazu einen Vorschlag ausgearbeitet, in dem Kultur als eigenständige gesellschaftliche Ebene neben und unabhängig von Wirtschaft, Politik und Religion neu definiert wird. Zur Entfaltung und Repräsentanz der Kultur in der Gesellschaft forderten sie darin auch ein eigenes Kulturparlament.

## Entwicklung
Ein Gründungssymposion mit rund 300 Vertretern aus Kunst, Politik, Wirtschaft, Wissenschaft und Religion wurde vom 23. bis 25. November 2007 in Dresden veranstaltet. Dieser gilt als erster Weltkulturgipfel. Der Europäische Kongress für ein World Culture Forum sollte vom 26. Februar bis 1. März 2009 ebenfalls in Dresden stattfinden. In einem Interview mit dem MDR gab Mitinitiator Hans-Joachim Frey (Generalintendant des Theaters Bremen) die kurzfristige Verschiebung der Veranstaltung auf Oktober 2009 bekannt. Grund sei die zu geringe Resonanz angesprochener Partner in Anbetracht der internationalen Finanzkrise. Der zweite Weltkulturgipfel fand daraufhin mit mehr als 80 nationalen und internationalen Meinungsführern und über 500 Gästen aus aller Welt vom 8. bis 10. Oktober 2009 in der Orangerie der Gläsernen Manufaktur der Volkswagen AG in Dresden statt. Ein Ergebnis war das Dresdener Manifest, ein Appell mit zehn Forderungen und Wünschen an die Gruppe der zwanzig wichtigsten Industrie- und Schwellenländer. Sri Sri Ravi Shankar wurde auf diesem Gipfel mit dem ersten WCF Culture Award ausgezeichnet.
Schirmherr des Gründungssymposiums war der sächsische Ministerpräsident Georg Milbradt (CDU), unter dessen maßgeblicher Befürwortung nahezu zeitgleich der Bau der Waldschlößchenbrücke begann. Aufgrund des Brückenbaus hatte die UNESCO das Weltkulturerbe Dresdner Elbtal bereits auf die Liste des gefährdeten Welterbes gesetzt (2009 wurde der Titel schließlich aberkannt). Vor dem Veranstaltungsort bezeichneten Demonstranten Milbradt als den „denkbar schlechtesten Repräsentanten“ des Gipfels und protestierten durch das Zersägen der Dresdner Welterbe-Ernennungsurkunde. Als „Ersatz“ für die Anfang 2009 abgesagte Zusammenkunft veranstalteten Dresdner Brückengegner am 14. März 2009 ein „Welterbeforum“.

### world culture forumin Indonesien
2013 und 2016 fand unter der Schirmherrschaft der UNESCO ein World Culture Forum auf Bali statt.

## Gründerkreis und Partner

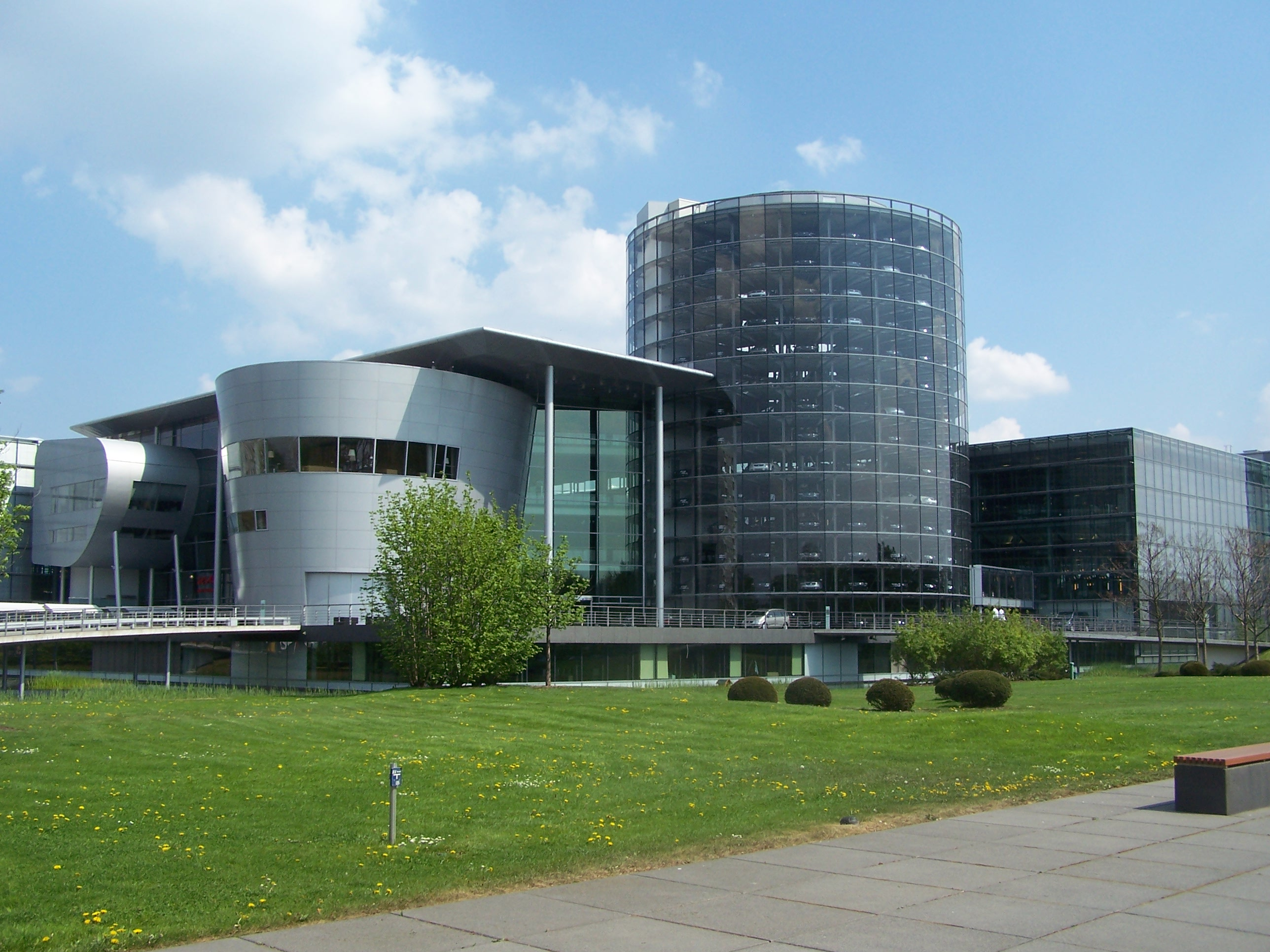
Gläserne Manufaktur, Tagungsort des Gründungssymposions

Zum Gründerkreis gehören u. a.:
- Kurt Biedenkopf
- Holk Freytag
- Ernst-Wilhelm Händler
- Johannes Heinrichs
- Jürgen Klimke
- Ulf Merbold
- Meinhard Miegel
- Karl-Siegbert Rehberg
- Matthias Rößler
- Peter Steinbach
- Christoph Stölzl
- Udo Zimmermann

Als Partner fungierten:
- Sächsische Staatskanzlei (Schirmherrschaft: Ministerpräsident des Freistaates Sachsen)
- Sächsisches Staatsministerium für Wissenschaft und Kunst
- Robert Bosch Stiftung
- Gläserne Manufaktur
- Glashütter Uhrenbetrieb
- Hotel Bellevue (Dresden)
- Ketchum GmbH

## Kritik
Die junge Welt kritisierte, es ginge im Kern nicht um Kultur und noch weniger um die Welt, sondern um die „Rettung des Abendlandes angesichts der Ausbreitung des Vulgärkapitalismus“.